# Fylkesväg 17
Fylkesväg 17 (norska: Fylkesvei 17) är en primär fylkesväg som utgör huvudväg i Trøndelag och Nordland fylken i Norge. Vägen går mellan städerna Steinkjer och Bodø och är 630 kilometer lång oräknat färjor. Den följer i huvudsak kusten och har sex färjesträckor i och med de många fjordar som korsas. 
Tidigare var vägen en riksväg,  Riksväg 17 (norska: Riksvei 17), som 2010 istället blev till en fylkesväg när fylkena (fylkeskommunerna) tog över underhållet av vägen från staten.
Vägen räknas som nationell turistväg (Helgelandskysten) på sträckan mellan Holm i Bindals kommun  och Godøystraumen i Bodø kommun.

## Färjor, broar och tunnlar
De sex färjesträckningarna är
- Holm i Bindal kommun–Vennesund i Sømna kommun – 1 tur per 1-1½ timme, 20 minuter
- Horn i Brønnøy kommun–Anddalsvågen i Vevelstad kommun – 10-12 turer/dag, 20 minuter
- Forvik i Vevelstad kommun–Tjøtta i Alstahaug kommun – 7-12 turer/dag, 45-60 minuter
- Låvong i Leirfjord kommun–Nesna i Nesna kommun – 1 tur/timme, 25 minuter
- Kilboghamn i Bindal kommun–Jektvik i Rødøy kommun – 5-10 turer/dag, 55-65 minuter
- Ågskaret–Forøy i Meløy kommun – 1 tur/timme, 10 minuter

För att undvika långa väntetider bör resenärer kontrollera avgångstider på http://www.kystriksveien.no/?page=ferjeruter
Det är 24 tunnlar, varav de längsta är 
- Svartistunnelen (7615 m)
- Straumdaltunnelen (3232 m)
- Storvikskartunnelen (3116 m)
- Silatunnelen (2882 m)
- Sjonatunnelen (2796 m)
- Glomfjordtunnelen (2233 m)
- Fykantunnelen (1946 m)
- Vethaugtunnelen (1300 m)

De längsta broarna är:
- Helgelandsbrua (1065 m längd, 425 m spännvidd)
- Saltstraumen bru (768 m längd)

## Bilder

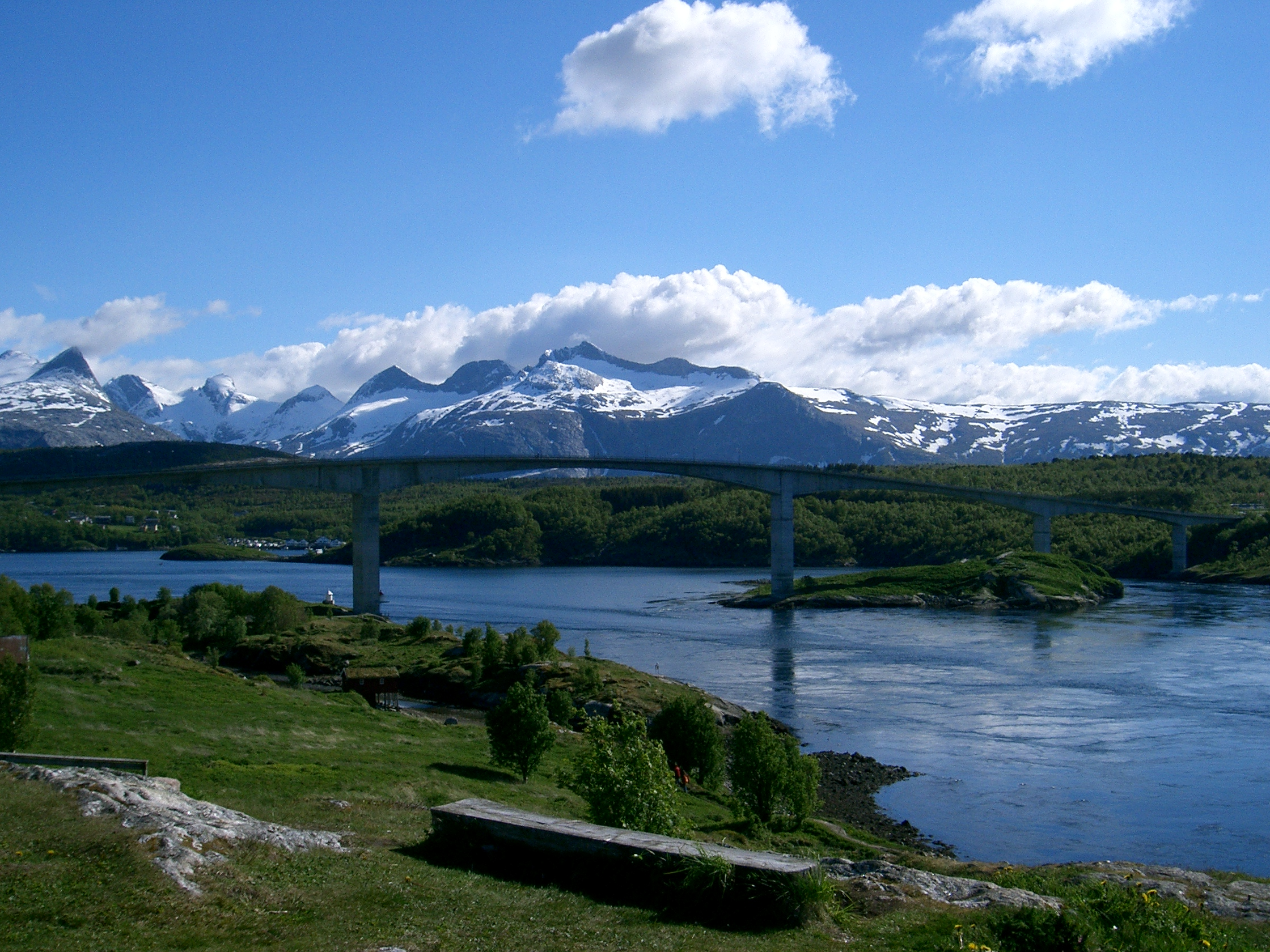
Fylkesväg 17 korsar Saltströmmen.
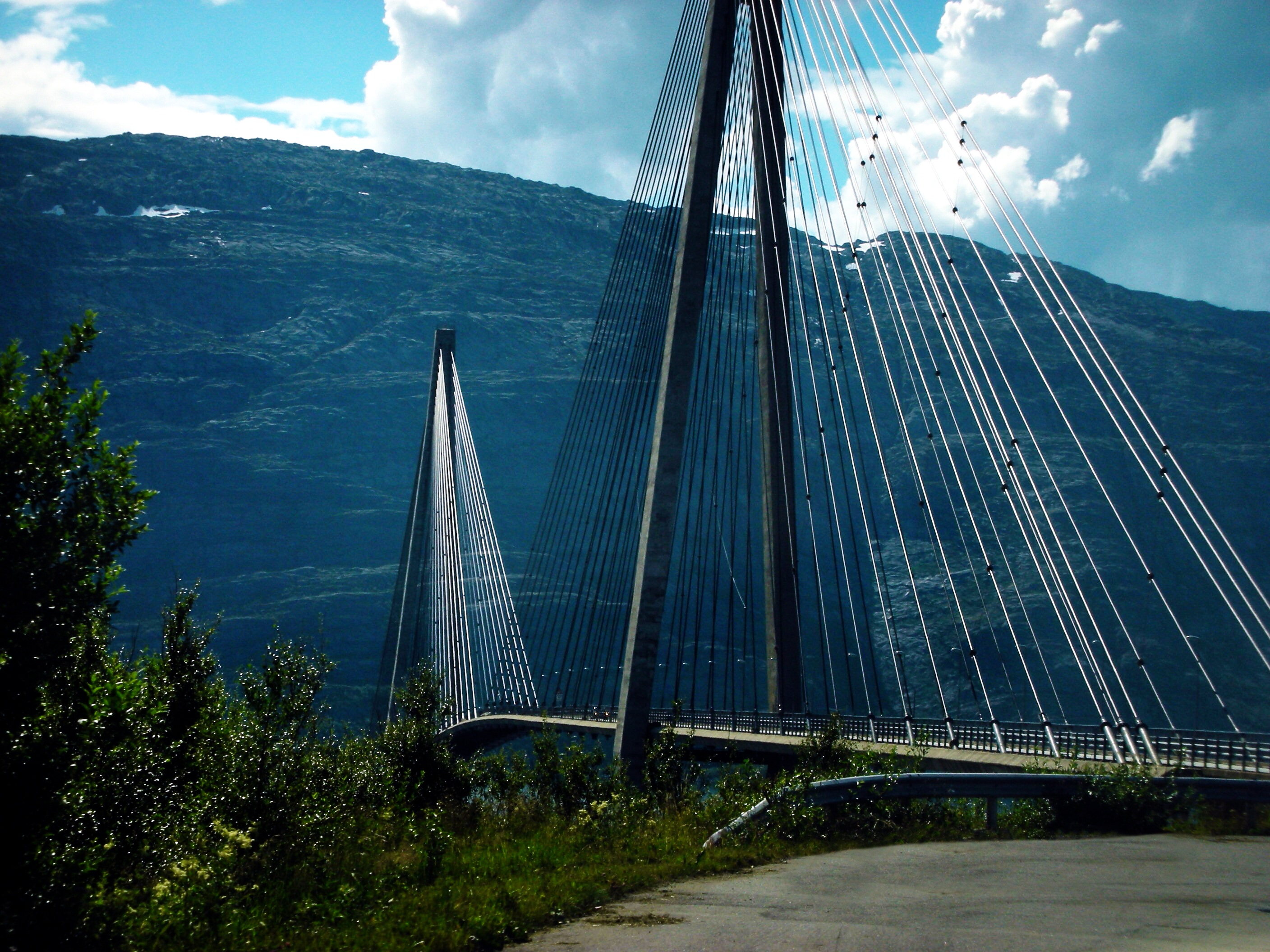
Helgelandsbron nära Sandnessjøen.
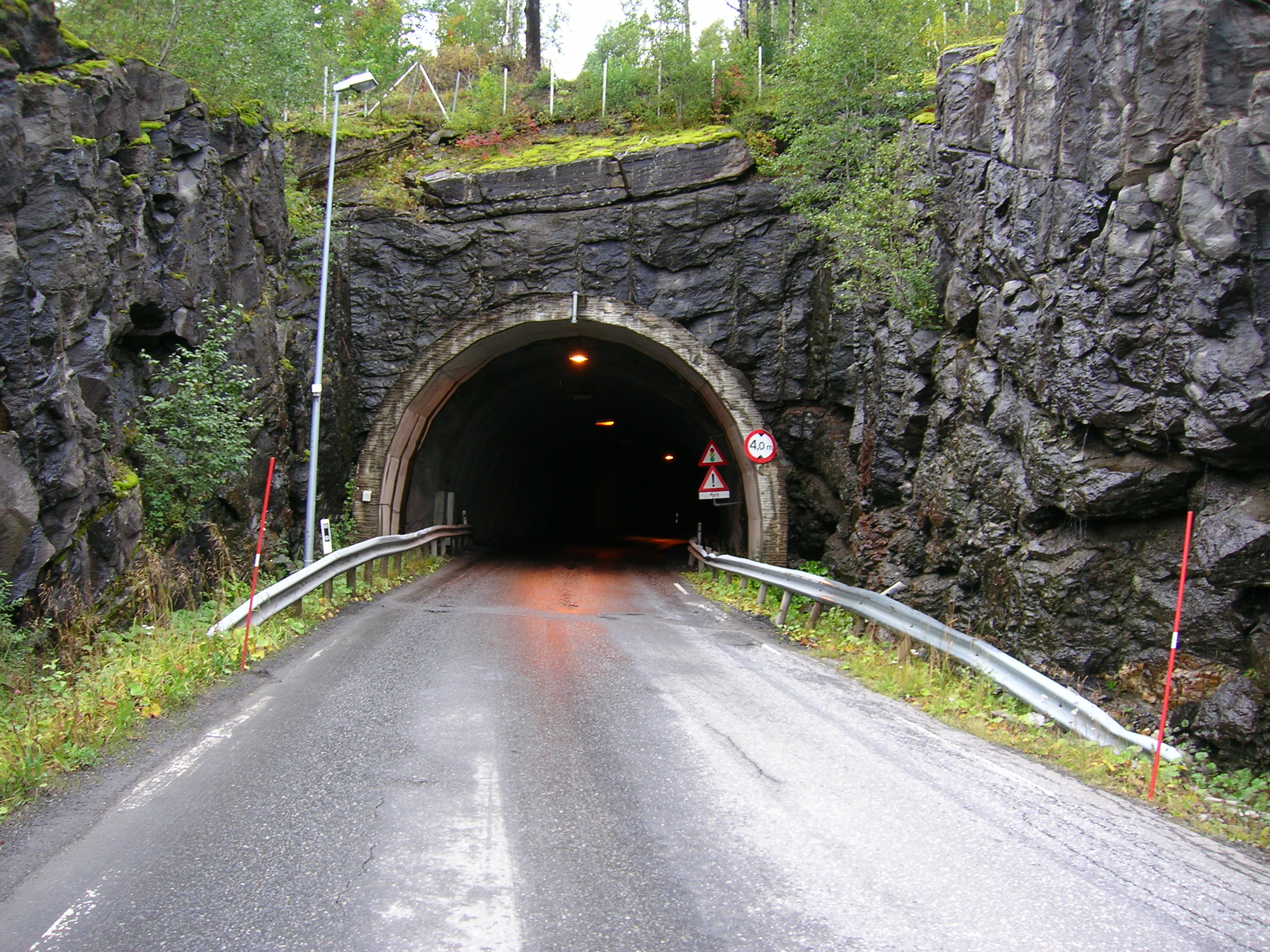
Sjona tunnel i Rana kommun.
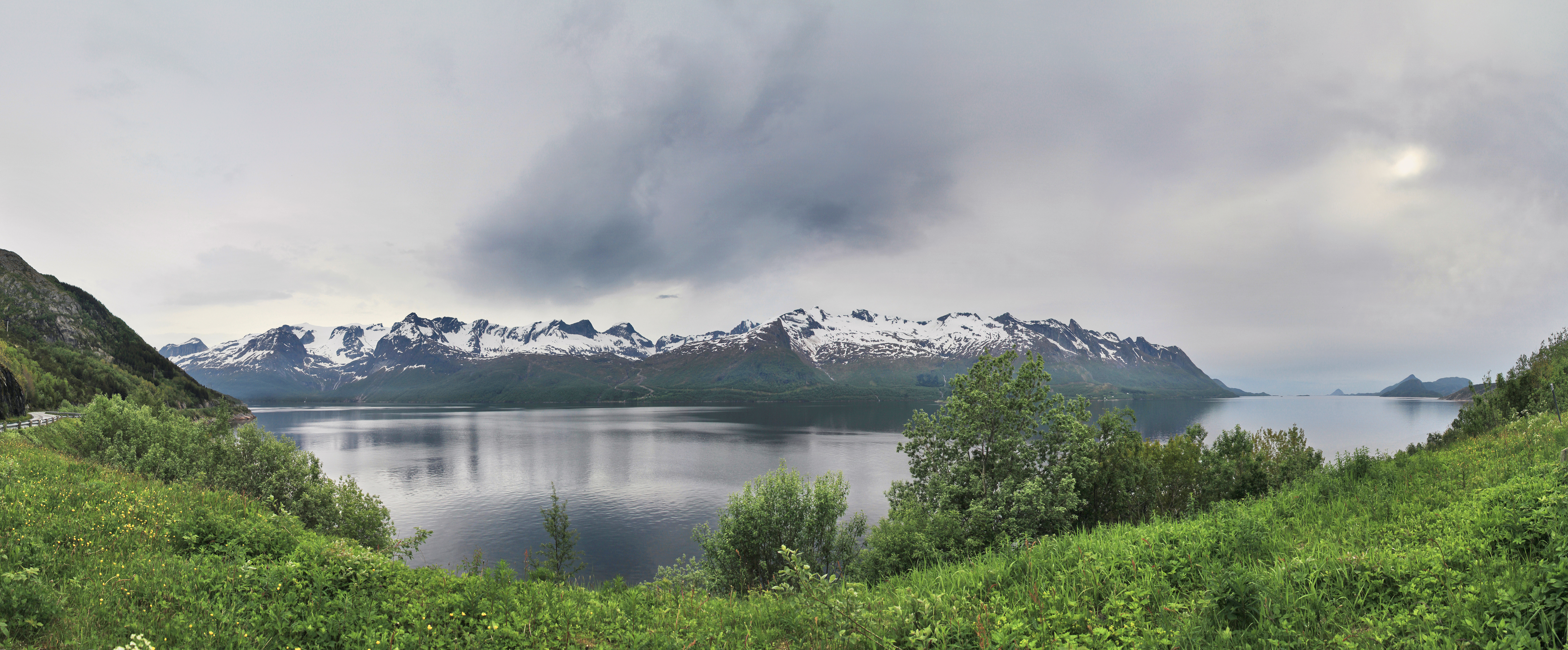
Glomfjorden.